# Суоярви (община)
Су́оярви (фин. Suojärvi) — бывшая община Финляндии. Находилась в Выборгской губернии. В 1944 году была передана Финляндией в пользу СССР в составе территорий, отторгнутых по условиям Московского перемирия. В СССР территория общины была включена в Карело-Финскую ССР.

## История и география
Площадь Суоярви составляла 3 474,3 км², а население 15 934 человека (1939), это была вторая по величине волость в Выборгской губернии после Сортавальской волости. Главное озеро это 20-километровое озеро Суоярви в северной части волости, на западе находится озеро Салонъярви почти такой же длины. Река Шуя (Суойоки) протяженностью 160 км, вытекает из Суоярви, протекая через Шотозеро и Вагатозеро, впадает в Логмозеро, соединяющееся с Онежским озером небольшой протокой. Средняя ширина реки 100—225 м, максимальная глубина почти 9 м. Река имеет несколько порогов. Вдоль реки действует Суоярвская картонная фабрика, основанная ещё в 1937 году. В то время в Суоярви было 76 деревень, некоторые из них: Хюрсюля, Игнойла, Кайтаярви, Канерво, Мякитало.
Первые упоминания о Суоряви относятся к 16 веку, когда здесь жили семьи Пусу и Куксина. Суоярви принадлежал Вольному княжеству Каяани, то есть Петру Браге, с 1652 года. В 1721 году княжество перешло к России по Ништадскому мирному договору. В 18-19 веках Суоярви принадлежал генералу Бутурлину, генералу Кашкину, генералу Орлову-Чесменскому, графине Анне Орловой-Чесменской, братьям Громовым.
В 1856 году земли Суоярви перешли правительству России, а в 1880 финское государство купило их за 59 тысяч финских марок. В 1888 году земли Суоярви были разделены по принципу «Великого разделения» (швед. Storskiftet) и были переданы в аренду, а финское государство взимало необоснованную арендную плату. В итоге права на землю были переданы владельцам только в 1922 году.
Когда Финляндия стала независимой, 98 процентов жителей Суоярви были православными, говорящими на карельском языке. В этом отношении Суоярви был уникальным регионом в Финляндии, наряду с волостью Салми.
С открытием железнодорожного сообщения в 1922 году в Суоярви была создана лесная промышленность; сюда переехало большое количество лютеран из других частей Финляндии. В результате в 1939 году только 70 процентов населения Суоярви были православными.
Во время Второй мировой войны было уничтожено 70 процентов деревень. Большая часть местных жителей переселилась в 1944 году в волости Пиелисъярви, Валтимо, Нурмес, Соткамо, Каяани, Юука.